# Tejedo del Sil
Tejedo del Sil es una localidad del municipio de Palacios del Sil en la comarca de El Bierzo,  (provincia de León, comunidad autónoma de Castilla y León, España).
Es el único pueblo del valle del río Fontaninas, afluente del Sil, en las montañas de la cordillera Cantábrica. Coronando ambas vertientes del valle se encuentran el Alto de la Vieja y el Cueto del Oso, ambos picos de más de 2000 metros de altitud.

## Medio ambiente
La abundancia de tejos (taxus baccata L.) da nombre al pueblo, sin embargo las coníferas no son las plantas predominantes. En el lado aviseo del valle prepondera el bosque caducifolio en especial el roble, abedul y el capudre. Por el contrario, en el lado solano del valle se pueden encontrar más habitualmente matorrales como el brezo o la retama. Distribuidas por todo el valle se pueden encontrar muchos tipos de plantas medicinales como la Genciana, la manzanilla o el orégano.
Las condiciones ofrecen un cobijo propicio para muchas especies animales en peligro de extinción como el lobo el oso pardo o el urogallo que se pueden encontrar en sus bosques. También  se pueden encontrar con más facilidad corzos, jabalíes, águilas, ciervos o zorros.

## Economía
Tradicionalmente ha sido un pueblo ganadero. En verano aprovechaban los pastos de gran calidad en las brañas, y en el invierno emigraban familias y ganados hacia Asturias, donde encontraban climas más benignos y pastos más abundantes, regresando todas las primaveras a sus lugares de origen. Con el descubrimiento del carbón en las comarcas limítrofes de Laciana y del Narcea (Principado de Asturias), a finales del siglo XIX, la minería de se fue combinando con las actividades tradicionales, dedicándose habitualmente los varones a la minería y quedando las mujeres a cargo de la casa y los animales.
La progresiva desaparición del ganado tras la entrada de España en la Unión Europea y las crisis mineras de las últimas décadas han provocado una fuerte emigración. En la actualidad la gran mayoría de la población es pensionista.
- Datos: Q6140297
- Multimedia: Tejedo del Sil / Q6140297